# Malaxis moritzii
Malaxis moritzii är en orkidéart som först beskrevs av Henry Nicholas Ridley, och fick sitt nu gällande namn av Carl Ernst Otto Kuntze. Malaxis moritzii ingår i släktet knottblomstersläktet, och familjen orkidéer. Inga underarter finns listade i Catalogue of Life.